# Jiucheng, Guizhou
Jiucheng (kinesiska: 旧城, 旧城镇) är en köpinghuvudort i Kina. Den ligger i provinsen Guizhou, i den sydvästra delen av landet, omkring 250 kilometer nordost om provinshuvudstaden Guiyang. Antalet invånare är 16 137. Befolkningen består av 7 931 kvinnor och 8 206 män. Barn under 15 år utgör 26,0 %, vuxna 15-64 år 61 %, och äldre över 65 år 11,0 %.